# 542600 Lindahall
542600 Lindahall è un asteroide della fascia principale. Scoperto nel 2005, presenta un'orbita caratterizzata da un semiasse maggiore pari a 2,5826104 au e da un'eccentricità di 0,1425032, inclinata di 12,32954° rispetto all'eclittica.